# Now United
 (octobre 2024).
Le contenu est difficilement compréhensible vu les erreurs de traduction, qui sont peut-être dues à l'utilisation d'un logiciel de traduction automatique.
 (janvier 2020).
La mise en forme du texte ne suit pas les recommandations de Wikipédia : il faut le « wikifier ».
Les points d'amélioration suivants sont les cas les plus fréquents. Le détail des points à revoir est peut-être précisé sur la page de discussion.
- Les titres sont pré-formatés par le logiciel. Ils ne sont ni en capitales, ni en gras.
- Le texte ne doit pas être écrit en capitales (les noms de famille non plus), ni en gras, ni en italique, ni en « petit »…
- Le gras n'est utilisé que pour surligner le titre de l'article dans l'introduction, une seule fois.
- L'italique est rarement utilisé : mots en langue étrangère, titres d'œuvres, noms de bateaux, etc.
- Les citations ne sont pas en italique mais en corps de texte normal. Elles sont entourées par des guillemets français : « et ».
- Les listes à puces sont à éviter, des paragraphes rédigés étant largement préférés. Les tableaux sont à réserver à la présentation de données structurées (résultats, etc.).
- Les appels de note de bas de page (petits chiffres en exposant, introduits par l'outil «  Source ») sont à placer entre la fin de phrase et le point final[comme ça].
- Les liens internes (vers d'autres articles de Wikipédia) sont à choisir avec parcimonie. Créez des liens vers des articles approfondissant le sujet. Les termes génériques sans rapport avec le sujet sont à éviter, ainsi que les répétitions de liens vers un même terme.
- Les liens externes sont à placer uniquement dans une section « Liens externes », à la fin de l'article. Ces liens sont à choisir avec parcimonie suivant les règles définies. Si un lien sert de source à l'article, son insertion dans le texte est à faire par les notes de bas de page.
- La présentation des références doit suivre les conventions bibliographiques. Il est recommandé d'utiliser les modèles {{Ouvrage}}, {{Chapitre}}, {{Article}}, {{Lien web}} et/ou {{Bibliographie}}. Le mode d'édition visuel peut mettre en forme automatiquement les références.
- Insérer une infobox (cadre d'informations à droite) n'est pas obligatoire pour parachever la mise en page.

Pour une aide détaillée, merci de consulter Aide:Wikification.
Si vous pensez que ces points ont été résolus, vous pouvez retirer ce bandeau et améliorer la mise en forme d'un autre article.
Now United (parfois abrégé en NU) est un groupe mondial de musique pop créé en décembre 2017 par le créateur d'American Idol, Simon Fuller, et dirigé par XIX Entertainment. Le groupe se compose de 18 membres, chacun d'une nationalité différente. Depuis ses débuts, Now United est devenu célèbre dans de nombreux pays d'Asie et d'Amérique du Sud.
Le groupe a fait sa première apparition le 5 décembre 2017, avec la sortie du premier single Summer in the City, sorti dans les 24 heures de réalité d'Al Gore, une émission mondiale visant à sensibiliser à la crise climatique. Summer in the City est une version anglaise du classique suédois des années 1990 Sommaren i City du groupe Angel. La chanson a été composée par Jakke Erixson, Mika Guillory, Justin Tranter et RedOne, produite par ce dernier. Les débuts officiels du groupe ont eu lieu en été 2018.

## Histoire

### 2017: Pré-début, annonce, et "Summer in the City"
Au milieu de l'année 2016, le créateur d'Idols et des Spice Girls, Simon Fuller a commencé à rechercher des talents pour réaliser son projet de créer un groupe pop mondial avec des membres venant du monde entier. La sélection s'est déroulée à travers les réseaux sociaux ainsi que les écoles de danse et les académies de musique, en utilisant des chorégraphes experts, des coachs vocaux et des paroliers.
En septembre 2017, Fuller a indiqué que "pour recruter les 14 jeunes de Now United, il a employé 20 personnes pour parcourir le monde pendant 18 mois, organisant des auditions avec des groupes de 10 à 20 personnes à la fois". Mais après avoir vu les talents de différents jeunes, il a décidé de former un groupe de 14 membres de nationalités différentes, avec la possibilité de futurs membres. Du 11 au 22 novembre 2017, chacun des membres a été révélé. Le 13 novembre, le premier teaser du groupe complet a été publié, dans la chanson "Boom Boom" du producteur de disques et cadre de l'industrie musicale RedOne.
Le 5 décembre 2017, Now United a sorti son premier single "Summer in the City", lors de l'événement mondial "24 heures de la réalité" d'Al Gore, diffusé dans le but de sensibiliser à la crise climatique mondiale.

### 2018: Début, Promo World Tour et Pepsi
En avril 2018, le groupe a entamé sa tournée promotionnelle mondiale, où il est apparu dans de nombreuses émissions de télévision à travers le monde. La tournée a débuté à Moscou, faisant leur première apparition publique à la télévision en interprétant "Summer in the City" lors de la finale de la version russe de The Voice Kids.

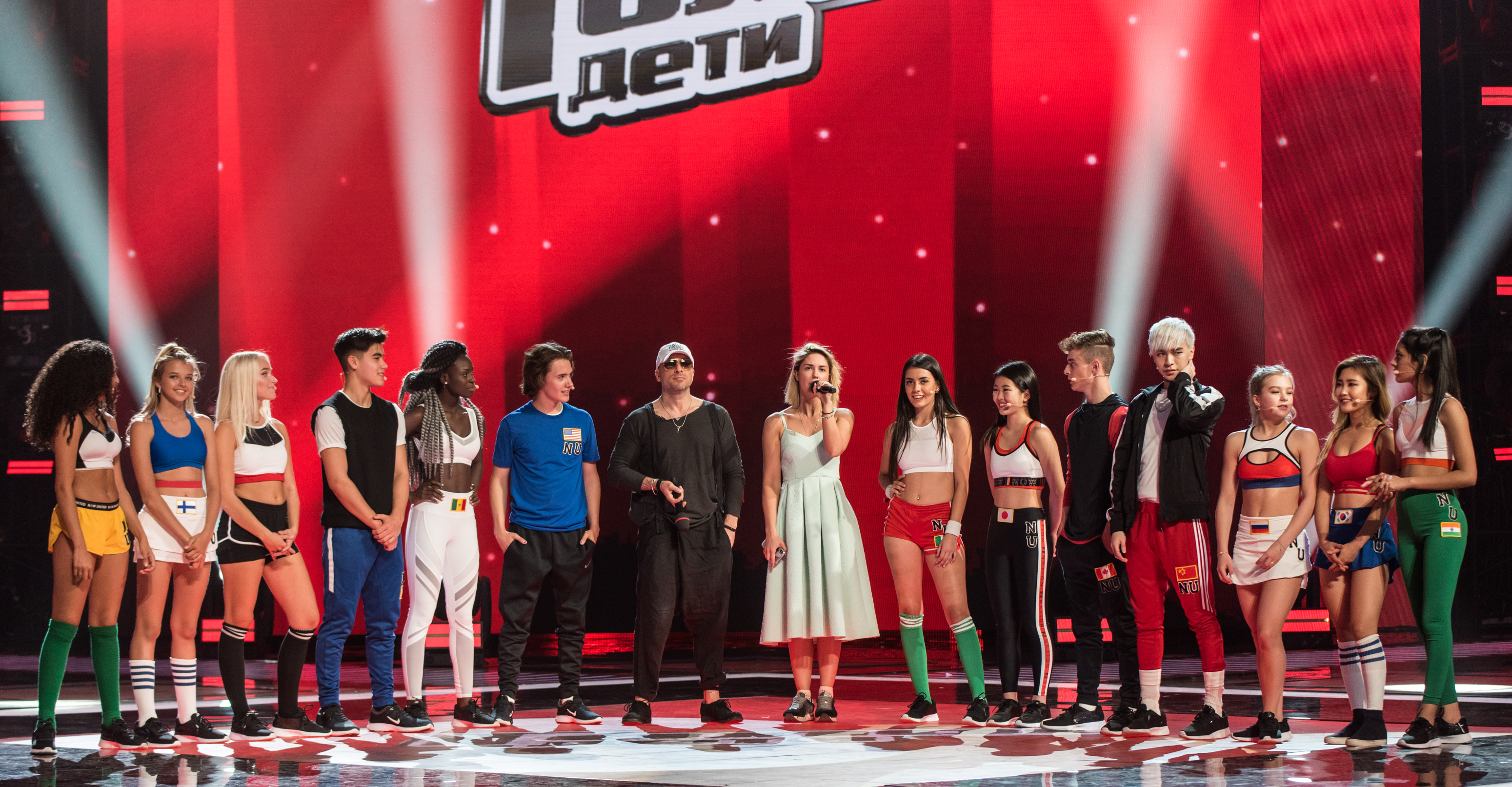
Now United à The Voice Kids Russie en 2018

 Le 30 mai, Now United a été présenté dans le single "One World" avec RedOne et Adelina.
Le 5 juillet, Now United a fait ses débuts aux États-Unis dans l'émission The Late Late Show with James Corden en interprétant "Summer in the City". Le 24 juillet, Now United a sorti "What Are We Waiting For", tourné en Corée du Sud. Le 20 septembre, Now United a sorti "Who Would Think That Love?", tourné au Mexique. Le 15 décembre, le groupe a sorti "How We Do It", tourné en Inde, avec la participation du rappeur indien Badshah.

### 2019: Special Olympics et Dreams Come True Tour
Le 29 janvier 2019, "Beautiful Life", qui a également été tourné en Inde, a été publié.
Pendant la tournée aux Philippines, Now United a tourné et sorti "Afraid of Letting Go" le 17 mars. Le 28 avril, "Sundin Ang Puso", également tourné aux Philippines, a été publié. Le groupe a également participé à la cérémonie d'ouverture des Jeux mondiaux d'été 2019 des Special Olympics à Abu Dhabi. Le 7 juin, "Paraná" a été publié. À la mi-2019, il a été annoncé que deux nouveaux membres seraient ajoutés à Now United, et que le premier serait originaire d'Australie. La sélection s'est déroulée via les réseaux sociaux et le vote des fans. Le 25 juillet, Now United a sorti "Sunday Morning". Le 11 août, "Crazy Stupid Silly Love" est sorti. Le mois suivant, "Like That" est sorti le 8 septembre. Le 20 septembre, "You Give Me Something" a été publié. La chanson est une reprise bilingue de la chanson de James Morrison et est interprétée en anglais et en portugais par les membres Lamar Morris et Any Gabrielly. En octobre, il a été officiellement annoncé que la recherche d'un nouveau membre en provenance du Moyen-Orient ou d'Afrique du Nord avait commencé. Ils ont également tourné leur clip vidéo intitulé "Legends" pendant leur tournée, qui a été publié le 14 novembre. En novembre 2019, le groupe s'est lancé dans leur "Dreams Come True Tour" au Brésil. Le 15 décembre, "Na Na Na", dont les principaux chants sont interprétés par Sabina et qui a été tourné au Théâtre Municipal de Rio de Janeiro, a été publié. "Let Me Be the One" est sorti le 28.

### 2020: Quarantaine, Destination UAE et Nouveaux Membres
Le 12 février, "Live This Moment" a été publié comme premier single de l'année. Le 28 février, le groupe a présenté son 15e membre, Savannah Clarke, en provenance d'Australie. Le 7 mars, le single "Come Together" a marqué la première participation de Savannah Clarke. Le groupe s'apprêtait à entamer sa tournée "Come Together" entre mai et juin. La tournée, prévue pour le mois de mai et de juin, a été reportée le 20 mars en raison de préoccupations liées au COVID-19.
Le 8 mai, le single "Dana Dana" a été publié, qui a été tourné à distance en plein milieu de la pandémie de coronavirus. La chanson avait été teasée pendant plusieurs mois et comprenait le rap en hindi de Shivani Paliwal. "Stand Together" a été publié le 23 juin de la même année.
Le 8 août, "Nobody Fools Me Twice" a été publié, en coréen. Le 18 août, "Feel It Now" a été publié. Le 2 septembre, la version espagnole du single "Na Na Na" a été publiée sous le titre "Na Na Na - Version espagnole". Le 5 septembre, Diarra Sylla a annoncé son départ du groupe lors d'une interview avec The Hollywood Fix. Le 14 septembre, les membres Heyoon et Josh ont annoncé sur YouTube que la recherche du 16e membre commencerait officiellement. Le single/clip vidéo de "The Weekend's Here" a été tourné à Dubaï avec Sofya, Savannah, Sina et Heyoon. Le 21 septembre, Simon Fuller, le manager du groupe, a annoncé le 16e membre, Nour Ardakani du Liban. Le 30, le dernier single du mois a été publié, appelé "Somebody", avec la première ligne chantée par Sina Deinert.
Le 7 octobre, "Chained Up" a été publié, une chanson qui avait été en préparation depuis un certain temps, tout comme "Live This Moment". Le clip vidéo de cette chanson mettait en vedette les garçons du groupe, mais avec l'ajout de Heyoon. Le 10 octobre, le single "Paradise" a fait ses débuts, mais cette musique n'a été publiée que plus tard sous forme de clip vidéo. Le clip vidéo/single "Habibi" a été publié le 19 octobre, marquant la première apparition de Nour Ardakani dans un clip, où elle occupait le centre de la scène. Le 7 novembre, un autre single, "One Love", a été publié. Le 17 novembre, le groupe a annoncé la recherche du 17e membre. Le 30 novembre, Mélanie Thomas, de la Côte d'Ivoire, a été annoncée comme nouveau membre. Le 2 décembre, le groupe a annoncé qu'un nouveau membre masculin serait ajouté à Now United. "Pas Le Choix (Manal Mix)" était le nouveau single du groupe pour la première fois. Le 10 décembre, ce single a été officiellement publié, mettant en vedette les filles du groupe. Cela marquait les débuts de Joalin et Hina dans le chant, le retour de Diarra en raison d'un contrat toujours valide depuis son passage dans le groupe, et la première apparition dans un clip de Mélanie Thomas. Le 30 décembre, le dernier single de l'année, "Hewale", mettant en vedette l'ancienne membre Diarra et Mélanie, a été publié.

## Image publique et réception
Now United a été perçu comme une réponse des managers de musique nord-américains à la popularité croissante du K-pop à l'échelle mondiale. Une grande partie de la popularité de Now United est basée en Amérique latine, d'où proviennent la plupart de ses streams et de ses vues. Dans un article plus critique, le correspondant musical de la BBC, Mark Savage, a déclaré que le groupe n'avait pas encore réussi à figurer dans les classements et n'avait pas l'impact que les autres clients de Fuller ont eu.
En plus de chanter, le groupe est connu pour réaliser des chorégraphies élaborées et synchronisées. L'interaction avec les fans entre les membres et leur base de fans a été considérée comme un facteur de leur succès, avec du contenu produit et publié quotidiennement. Le groupe compte désormais plus de 130 millions d'abonnés sur les plateformes en ligne et plus de 2,7 milliards de vues sur leur chaîne YouTube.

## Autres entreprises

### Les endorsements
Le statut de Now United en tant que l'un des groupes de musique les plus populaires du Brésil, leur large base de fans et leur suivi sur les réseaux sociaux les rendent attractifs pour de grandes marques corporatives, notamment Pepsi, Forever 21, et KitKat. Now United est le partenaire officiel de danse de Rexona Brazil, ils ont tourné plusieurs publicités pour la marque et ont sorti des produits en édition limitée. Le groupe a signé avec l'agence de licence brésilienne Redibra en 2021, qui vise à proposer des produits exclusifs sur le marché brésilien. En janvier 2019, le groupe a signé un accord de parrainage mondial avec Pepsi. En avril 2021, le groupe s'est associé à KitKat pour lancer une édition spéciale de la barre KitKat, vendue exclusivement au Brésil. Depuis décembre 2021, le groupe s'est associé au label de musique Vevo pour la promotion de leurs clips musicaux.

## Membres

| No.                  | Pays             | Nom complet                                                  | Naissance                  | Lieu de naissance                                     | Début             | Dernière Activité |
| Membres Original     | Membres Original | Membres Original                                             | Membres Original           | Membres Original                                      | Membres Original  | Membres Original  |
| -------------------- | ---------------- | ------------------------------------------------------------ | -------------------------- | ----------------------------------------------------- | ----------------- | ----------------- |
| 1                    | Sénégal          | Diarra Sylla                                                 | 30 janvier 2001 (21 ans)   | est né à Paris, France mais a grandi à Dakar, Sénégal | 5 décembre 2017   | 5 septembre 2020  |
| 2                    | Royaume-Uni      | Lamar Morris                                                 | 1er décembre 1999 (24 ans) | Londres, Angleterre, Royaume-Uni                      | 5 décembre 2017   | présent           |
| 3                    | Mexique          | María Sabina Hidalgo Paño                                    | 20 septembre 1999 (24 ans) | Guadalajara, Jalisco, Mexique                         | 5 décembre 2017   | présent           |
| 4                    | Inde             | Shivani Suresh Paliwal (hindi : शिवानी पालीवाल)                    | 13 mars 2002 (21 ans)      | Udaipur, Rajasthan, Inde                              | 5 décembre 2017   | 4 mars 2023       |
| 5                    | Russie           | Sofya Plotnikova (russe : Софья Плотникова)                  | 23 octobre 2002 (21 ans)   | Moscou, Russie                                        | 5 décembre 2017   | 22 octobre 2023   |
| 6                    | Brésil           | Any Gabrielly Rolim Soares                                   | 9 octobre 2002 (21 ans)    | Guarulhos, État de São Paulo, Brésil                  | 5 décembre 2017   | 30 novembre 2022  |
| 7                    | États-Unis       | Noah Urrea                                                   | 31 mars 2001 (22 ans)      | Orange, California, États-Unis                        | 5 décembre 2017   | 30 novembre 2022  |
| 8                    | Chine            | Wang Nanjun (chinois : 王南钧)                               | 22 janvier 2000 (23 ans)   | Pékin, Chine                                          | 5 décembre 2017   | 1er mars 2020     |
| 9                    | Philippines      | Bailey Thomas Cabello May                                    | 6 août 2002 (21 ans)       | Cebu, Philippines                                     | 5 décembre 2017   | 13 janvier 2023   |
| 10                   | Japon            | Yoshihara Hina (kanji : 吉原 日奈, hiragana : よしはら ひな) | 12 octobre 2001 (22 ans)   | Niiza, Japon                                          | 5 décembre 2017   | 2 mars 2023       |
| 11                   | Corée du Sud     | Jeong HeYoon (coréen : 정혜윤)                               | 1er octobre 1996 (27 ans)  | Daejeon, Corée du Sud                                 | 5 décembre 2017   | 3 mars 2023       |
| 12                   | Allemagne        | Sina Maria Deinert                                           | 24 août 1998 (25 ans)      | Karlsruhe, Bade-Wurtemberg, Allemagne                 | 5 décembre 2017   | présent           |
| 13                   | Finlande         | Joalin Viivi Sofia Loukamaa                                  | 12 juillet 2001 (22 ans)   | Turku, Finlande                                       | 5 décembre 2017   | 5 avril 2022      |
| 14                   | Canada           | Josh Kyle Beauchamp                                          | 31 mars 2000 (23 ans)      | Edmonton, Alberta, Canada                             | 5 décembre 2017   | 30 novembre 2022  |
| Membres Additionnels |                  |                                                              |                            |                                                       |                   |                   |
| 15                   | Australie        | Savannah Clarke Bardot                                       | 9 juillet 2003 (21 ans)    | Sydney, Australie                                     | 28 février 2020   | présent           |
| 16                   | Liban            | Nour Ardakani                                                | 30 novembre 2001 (22 ans)  | Beyrouth, Liban                                       | 21 septembre 2020 | présent           |
| 17                   | Côte d'Ivoire    | Mélanie Thomas                                               | 23 octobre 2003 (20 ans)   | Abidjan, Côte d'Ivoire                                | 30 novembre 2020  | présent           |
| 18                   | Espagne          | Alex Mandon Rey                                              | 10 juillet 2005 (19 ans)   | Mallorque, Espagne                                    | 28 avril 2021     | 31 août 2023      |
| 7                    | États-Unis       | Zane Carter                                                  | 28 mars 2003 (21 ans)      | Kentucky, États-Unis                                  | 19 octobre 2022   | présent           |
| 6                    | Brésil           | Desirée Silva                                                | 11 mars 2005 (19 ans)      | São Paulo, Brésil                                     | 1er juin 2023     | présent           |
| 19                   | Portugal         | À la recherche                                               | ?                          | ?                                                     | ?                 | ?                 |
| 9                    | Philippines      | À la recherche                                               | ?                          | ?                                                     | ?                 | ?                 |

Chronologie
 Actifs
 Inactifs
 Anciens Membres

## Discographie

### En tant qu'Artiste Principal
| Années               | Titres                         |
| -------------------- | ------------------------------ |
| 2017                 | "Summer in the City"           |
| 2018                 | "What Are We Waiting For"      |
| 2018                 | "Who Would Think That Love?"   |
| 2018                 | "All Day"                      |
| 2018                 | "How We Do It" (feat Badshah)  |
| 2019                 | "Beautiful Life                |
| 2019                 | "Afraid of Letting Go"         |
| 2019                 | "Paraná"                       |
| 2019                 | "Sunday Morning"               |
| 2019                 | "Crazy Stupid Silly Love"      |
| 2019                 | "Like That"                    |
| 2019                 | "You Give Me Something"        |
| 2019                 | "Legends"                      |
| 2019                 | "Na Na Na"                     |
| 2019                 | "Let Me Be the One"            |
| 2020                 | "Live This Moment"             |
| 2020                 | "Come Together"                |
| 2020                 | "Wake Up"                      |
| 2020                 | "Hoops"                        |
| 2020                 | "By My Side"                   |
| 2020                 | "Better"                       |
| 2020                 | "Dana Dana"                    |
| 2020                 | "Let the Music Move You"       |
| 2020                 | "Stand Together"               |
| 2020                 | "Show You How to Love"         |
| 2020                 | "Nobody Fools Me Twice"        |
| 2020                 | "Feel It Now"                  |
| 2020                 | "The Weekend's Here"           |
| 2020                 | "Somebody"                     |
| 2020                 | "Paradise"                     |
| 2020                 | "Chained Up"                   |
| 2020                 | "Habibi"                       |
| 2020                 | "Golden"                       |
| 2020                 | "One Love" (feat R3hab)        |
| 2020                 | "Pas Le Choix" (Manal Mix)     |
| 2020                 | "Hewale"                       |
| 2021                 | "How Far We've Come"           |
| 2021                 | "Lean on Me"                   |
| 2021                 | "All Around the World"         |
| 2021                 | "Turn It Up"                   |
| 2021                 | "Fiesta"                       |
| 2021                 | "Baila"                        |
| 2021                 | "Nobody Like Us"               |
| 2021                 | "NU Party"                     |
| 2021                 | "Wave Your Flag"               |
| 2021                 | "When You Love Somebody"       |
| 2021                 | "Dance Like That"              |
| 2021                 | "Momento"                      |
| 2021                 | "Ikou"                         |
| 2021                 | "I Got You"                    |
| 2021                 | "Anything for You"             |
| 2021                 | "Future Me"                    |
| 2021                 | "Badna Nehlam"                 |
| 2021                 | "Jump" (feat Alta B)           |
| 2022                 | "Heartbreak on the Dancefloor" |
| "It's Your Birthday" |                                |
| "Like Me"            |                                |
| "All Night Long"     |                                |
| "Good Intentions"    |                                |
| "Clockwork"          |                                |
| "True Love Ways"     |                                |
| "Holiday"            |                                |
| 2023                 | "Odo"                          |
| 2023                 | "It's Gonna Be Alright"        |
| 2023                 | "Love Is Love"                 |
| 2023                 | "Cotton Candy"                 |
| 2023                 | "Throwback"                    |
| 2023                 | "Find Your Fire"               |
| 2023                 | "U & Me"                       |
| 2023                 | "Love Myself"                  |
| 2023                 | "Dabke"                        |
| 2023                 | "Rodeo in Tokyo"               |
| 2023                 | "Run Till Dark" (feat R3hab)   |
| 2023                 | "I Love Your Smile"            |
| 2023                 | "Flex That Ego"                |

### Jingles
| Titres              | Années |
| ------------------- | ------ |
| "Sundin Ang Puso"   | 2019   |
| "Winter Wonderland" | 2020   |
| "Sleigh Ride"       | 2020   |

### The Musical: Welcome to the Night of Your Life- Bande Originale
| Titres                                                   | Années |
| -------------------------------------------------------- | ------ |
| "I Am"                                                   | 2023   |
| "Welcome To The Night Of Your Life" (feat Lilith Freund) | 2023   |

### En tant qu'Artiste Vedette
| Titres                                                | Années |
| ----------------------------------------------------- | ------ |
| "One World" (RedOne featuring Adelina and Now United) | 2018   |

### Singles promotionnels
| Titres                                                                               | Années |
| ------------------------------------------------------------------------------------ | ------ |
| "How We Do It" ("Version solo avec des couplets en portugais, espagnol et mandarin") | 2019   |
| "For The Love Of It" ("Sundin Ang Puso" version anglaise)                            | 2019   |
| "Lendas" ("Legends" version portugaise)                                              | 2019   |
| "Na Na Na" (version espagnol)                                                        | 2020   |
| "حبيبي" ("Habibi" version arabe)                                                     | 2020   |

### Clips musicaux
| Années                       | Titres                                                            | Pays/Ville                                                                             | Emplacement                                                                  |                              |
| En tant qu'artiste principal | En tant qu'artiste principal                                      | En tant qu'artiste principal                                                           | En tant qu'artiste principal                                                 | En tant qu'artiste principal |
| ---------------------------- | ----------------------------------------------------------------- | -------------------------------------------------------------------------------------- | ---------------------------------------------------------------------------- | ---------------------------- |
| 2018                         | "Summer in the City"                                              | El Mirage Lake et le centre-ville de Los Angeles, en Californie, et les pays d'origine | El Mirage Lake, centre-ville de Los Angeles                                  |                              |
| 2018                         | "What Are We Waiting For"                                         | Seoul, Corée du Sud                                                                    | Rues et Pub de Seoul                                                         |                              |
| 2018                         | "Who Would Think That Love?"                                      | Puebla, Mexique                                                                        | Rues et la Tour de Puebla                                                    |                              |
| 2018                         | "All Day"                                                         | Seal Beach, Californie                                                                 | Seal Beach                                                                   |                              |
| 2018                         | "How We Do It" (feat Badshah)                                     | Mumbai, Inde                                                                           | Rues de Mumbai                                                               |                              |
| 2019                         | "Beautiful Life"                                                  | Shillong, Inde                                                                         | Cascade de Shillong                                                          |                              |
| 2019                         | "Afraid of Letting Go"                                            | Manila, Philippines                                                                    | Rues d'Intramuros et les locaux du campus de Letran                          |                              |
| 2019                         | "Sundin Ang Puso"                                                 | Manila, Philippines                                                                    | Rues de Manila                                                               |                              |
| 2019                         | "Paraná"                                                          | São Paulo, Brasil                                                                      | Rexona Dance Studio à São Paulo                                              |                              |
| 2019                         | "Sunday Morning"                                                  | Californie                                                                             | Rues de Californie                                                           |                              |
| 2019                         | "Crazy Stupid Silly Love"                                         | Las Vegas, Nevada                                                                      | Villa de Las Vegas                                                           |                              |
| 2019                         | "Like That"                                                       | Portland, Oregon                                                                       | Ferme dans l'Oregon                                                          |                              |
| 2019                         | "For the Love of It"                                              | Portland, Oregon                                                                       | Ferme dans l'Oregon                                                          |                              |
| 2019                         | "You Give Me Something"                                           | West Hollywood, Californie                                                             | Bâtiment XIX Entertainment et rues de West Hollywood                         |                              |
| 2019                         | "Legends"                                                         | YouTube Studios World Tour - Divers Pays                                               | Rio de Janeiro et autres lieux                                               |                              |
| 2019                         | "Na Na Na"                                                        | Rio de Janeiro, Brasil                                                                 | Théâtre Municipal historique de Rio de Janeiro                               |                              |
| 2019                         | "Let Me Be the One"                                               | Récapitulatif des Voyages de 2019 - Différents Pays/Tournée au Brésil                  | Divers emplacements                                                          |                              |
| 2020                         | "Live This Moment"                                                | Los Angeles, Californie                                                                | Studio de Los Angeles                                                        |                              |
| 2020                         | "Come Together"                                                   | Barstow, Californie                                                                    | Coyote Lake                                                                  |                              |
| 2020                         | "Hoops"                                                           | Los Angeles, Californie                                                                | Studio de Los Angeles                                                        |                              |
| 2020                         | "Wake Up"                                                         | Comté d'Orange, Californie                                                             | Un restaurant et une discothèque dans le comté d'Orange et la maison de Noah |                              |
| 2020                         | "By My Side"                                                      | Pays d'origine                                                                         | Divers emplacements                                                          |                              |
| 2020                         | "Better"                                                          | Flashback des Premiers Jours - Los Angeles, Californie                                 | Studio de Los Angeles                                                        |                              |
| 2020                         | "Dana Dana"                                                       | Pays d'origine                                                                         | Divers emplacements                                                          |                              |
| 2020                         | "Let the Music Move You" (Vidéo animée)                           | Avatars Zepeto des membres                                                             | Studio d'animation                                                           |                              |
| 2020                         | "Stand Together"                                                  | Pays d'origine                                                                         | Divers emplacements                                                          |                              |
| 2020                         | "Nobody Fools Me Twice"                                           | Los Angeles, Californie                                                                | Appartement d'Heyoon à Los Angeles                                           |                              |
| 2020                         | "Feel It Now"                                                     | Pays d'origine                                                                         | Divers emplacements                                                          |                              |
| 2020                         | "Na Na Na" (version espagnol)                                     | Rio de Janeiro, Brasil                                                                 | Théâtre Municipal historique de Rio de Janeiro                               |                              |
| 2020                         | "The Weekend's Here"                                              | Dubai, UAE                                                                             | Hôtel Paramount à Dubai                                                      |                              |
| 2020                         | "Somebody"                                                        | Dubai, UAE                                                                             | Hôtel Paramount à Dubai                                                      |                              |
| 2020                         | "Chained Up"                                                      | Dubai, UAE                                                                             | Hôtel Paramount à Dubai                                                      |                              |
| 2020                         | "Habibi"                                                          | Beyrouth, Liban et Dubai, UAE                                                          | Rue et plage de Beyrouth et la vieille ville de Dubaï                        |                              |
| 2020                         | "Golden"                                                          | Dubai, UAE                                                                             | Désert de Dubaï et aquarium et piscine de l'Atlantis                         |                              |
| 2020                         | "One Love" (feat R3hab)                                           | Dubai, UAE                                                                             | La Perle Dubai                                                               |                              |
| 2020                         | "Paradise"                                                        | Abu Dhabi, UAE                                                                         | Studio à Abu Dhabi                                                           |                              |
| 2020                         | "Pas Le Choix" (Manal Mix)                                        | Dubai, UAE                                                                             | Studio à Dubai                                                               |                              |
| 2020                         | "Winter Wonderland"                                               | Dubai, UAE                                                                             | Studio à Dubai                                                               |                              |
| 2020                         | "Hewale"                                                          | Malibu, Californie                                                                     | Plage de Malibu                                                              |                              |
| 2021                         | "How Far We've Come"                                              | Abu Dhabi, UAE                                                                         | Désert à Abu Dhabi et plateau de tournage twofour54                          |                              |
| 2021                         | "Lean on Me"                                                      | Abu Dhabi, UAE                                                                         | Hôtel Emirates Palace à Abu Dhabi                                            |                              |
| 2021                         | "All Around the World"                                            | Pays d'origine                                                                         | Divers emplacements                                                          |                              |
| 2021                         | "Paradise" (Souvenirs du Mexique)                                 | Cancún, Mexique                                                                        | Plage de la Riviera Maya                                                     |                              |
| 2021                         | "Turn It Up"                                                      | Cancún, Mexique                                                                        | Plage de la Riviera Maya et Tulum                                            |                              |
| 2021                         | "Fiesta"                                                          | Cancún, Mexique                                                                        | Riviera Maya et un hôtel Belmond                                             |                              |
| 2021                         | "Baila"                                                           | Solage, Californie                                                                     | Ferme de San Luis Obispo                                                     |                              |
| 2021                         | "Let the Music Move You"                                          | Kona, Hawaii                                                                           | Villa à Hawaï / L'île d'Hawaï                                                |                              |
| 2021                         | "Show You How to Love"                                            | Malibu, Californie                                                                     | Parc d'une villa à Malibu                                                    |                              |
| 2021                         | "Nobody Like Us"                                                  | Kona, Hawaii                                                                           | Volcan hawaïen                                                               |                              |
| 2021                         | "NU Party"                                                        | Malibu, Californie                                                                     | Villa à Malibu                                                               |                              |
| 2021                         | "Wave Your Flag"                                                  | Abu Dhabi, UAE                                                                         | Louvre à Abu Dhabi                                                           |                              |
| 2021                         | "Ikou"                                                            | Riviera Maya, Mexique                                                                  | Xcaret dans la Riviera Maya                                                  |                              |
| 2021                         | "Dance Like That"                                                 | Solage, Californie                                                                     | Ferme de San Luis Obispo                                                     |                              |
| 2021                         | "Momento"                                                         | Solage, Californie                                                                     | Ferme de San Luis Obispo                                                     |                              |
| 2021                         | "I Got You" (Garçons vs. Filles)                                  | Lisbonne, Portugal                                                                     | Rues de Lisbonne                                                             |                              |
| 2021                         | "Anything for You" (Garçons vs. Filles)                           | Lisbonne, Portugal                                                                     | Rues de Lisbonne                                                             |                              |
| 2021                         | "When You Love Somebody"                                          | Solage, Californie                                                                     | Ferme de San Luis Obispo                                                     |                              |
| 2021                         | "Future Me"                                                       | Abu Dhabi, UAE                                                                         | Warner Bros Studio à Abu Dhabi                                               |                              |
| 2021                         | "Badna Nehlam"                                                    | Abu Dhabi, UAE                                                                         | W Hotel à Abu Dhabi                                                          |                              |
| 2021                         | "Jump" (feat Alta B)                                              | Lisbonne, Portugal                                                                     | Dans les conteneurs d'entrepôt sur le quai à Lisbonne                        |                              |
| 2022                         | "It's Your Birthday"                                              | Divers Pays                                                                            | Divers emplacements                                                          |                              |
| 2022                         | "Heartbreak on the Dance Floor"                                   | Rio de Janeiro, Brasil                                                                 | Dans une discothèque et dans une rue à Rio de Janeiro                        |                              |
| 2022                         | "Like Me" (Eric Kupper Radio Remix) (Dance video)                 | Los Angeles, Californie                                                                | Rexona Dance Studio à Los Angeles                                            |                              |
| 2022                         | "Like Me"                                                         | Los Angeles, Californie                                                                | Rexona Dance Studio à Los Angeles                                            |                              |
| 2022                         | "All Night Long"                                                  | Wave Your Flag World Tour - Divers Pays                                                | Enregistré pendant la tournée Wave Your Flag                                 |                              |
| 2022                         | "Good Intentions"                                                 | Los Angeles, Californie                                                                | The Shed, Van Nuys et les studios NRG à North Hollywood, en Californie.      |                              |
| 2022                         | "Clockwork"                                                       | Rio de Janeiro, Brasil                                                                 | Favelas de Vidigal                                                           |                              |
| 2022                         | "True Love Ways"                                                  | Lisbonne, Portugal                                                                     | Rues de Lisbonne                                                             |                              |
| 2022                         | "Holiday"                                                         | Lisbonne, Portugal                                                                     | Rues de Lisbonne                                                             |                              |
| 2023                         | "Odo"                                                             | Abidjan, Côte d'Ivoire                                                                 | Divers emplacements                                                          |                              |
| 2023                         | "It's Gonna Be Alright" (Vidéo rétrospective)                     | Paraty, Brasil                                                                         | Divers emplacements                                                          |                              |
| 2023                         | "Love is Love" (Vidéo rétrospective)                              | San Luis Obispo, Californie                                                            | Ferme de San Luis Obispo                                                     |                              |
| 2023                         | "Cotton Candy" (Vidéo rétrospective)                              | Nīnole, Hawaii                                                                         | Divers emplacements                                                          |                              |
| 2023                         | "Find Your Fire" (Vidéo rétrospective)                            | Forever United Tour - Divers Pays                                                      | Divers emplacements                                                          |                              |
| 2023                         | "Throwback" (Vidéo rétrospective)                                 | Quintana Roo, Mexique                                                                  | Divers emplacements                                                          |                              |
| 2023                         | "Love Myself" (Dance video)                                       | Los Angeles, Californie                                                                | Studio de Los Angeles                                                        |                              |
| 2023                         | "U & Me" (Vidéo rétrospective)                                    | Manila, Philippines                                                                    | Divers emplacements                                                          |                              |
| 2023                         | "I Am"                                                            | Los Angeles, Californie                                                                | Studio de Los Angeles                                                        |                              |
| 2023                         | "Dabke" (Vidéo rétrospective)                                     | Divers Pays                                                                            | Divers emplacements                                                          |                              |
| 2023                         | "Holiday" (Skytech Remix) (Dance video)                           | Los Angeles, Californie                                                                | Studio de Los Angeles                                                        |                              |
| 2023                         | "Run Till Dark" (feat R3hab)                                      | Alula, Arabie Saoudite                                                                 | Divers emplacements en Arabie Saoudite                                       |                              |
| 2023                         | "Welcome to the Night of Your Life" (feat Lilith Freund)          | Los Angeles, Californie                                                                | Studio de Los Angeles                                                        |                              |
| 2023                         | "Rodeo in Tokyo"                                                  | Lisbonne, Portugal                                                                     | Studio de Lisbonne                                                           |                              |
| 2023                         | "Run Till Dark" (Carta & Willim Remix) (Dance video) (feat R3hab) | Los Angeles, Californie                                                                | Studio de Los Angeles                                                        |                              |
| 2023                         | "I Love Your Smile"                                               | Los Angeles, Californie                                                                | Rues de Los Angeles                                                          |                              |
| En tant qu'artiste invité    |                                                                   |                                                                                        |                                                                              |                              |
| 2018                         | "One World" (feat RedOne et Adelina)                              | Moscou, Russia                                                                         | Rues de Moscou                                                               |                              |

## Filmographie

### Films
| Années | Titres                                         | Notes                     |
| ------ | ---------------------------------------------- | ------------------------- |
| 2021   | Love, Love, Love. A Musical                    | Court métrage             |
| 2023   | The Musical: Welcome to the Night of Your Life | Deuxième comédie musicale |

### Spectacles en ligne
| Années    | Titres                                         | Platforme | Episodes                                                              | Notes                                                                                               | Ref.   |
| --------- | ---------------------------------------------- | --------- | --------------------------------------------------------------------- | --------------------------------------------------------------------------------------------------- | ------ |
| 2018      | Now United - Meet the Group                    | YouTube   | 1                                                                     | Spécial                                                                                             |        |
| 2018      | Now United - Singing and Dancing Without Music | YouTube   | 14                                                                    | Spécial                                                                                             |        |
| 2018      | Now United in Moscow, Russia                   | YouTube   | 6                                                                     | Vlog                                                                                                |        |
| 2018      | Now United in Kitzbüel, Austria                | YouTube   | 2                                                                     | Vlog                                                                                                |        |
| 2018      | We Are Now United / This Is Me                 | YouTube   | Lancement                                                             | Spécial sur la vie personnelle des membres                                                          |        |
| 2018      | Now United - Why I Dance x Rexona Dance Studio | YouTube   | Lancement                                                             | Spécial avec Rexona Dance Studio                                                                    |        |
| 2018      | Dreams Come True: The Documentary              | YouTube   | 1                                                                     | Documentaire                                                                                        | [ 18 ] |
| 2018–2022 | The Now United Show                            | YouTube   | Saison 1 – 25 Saison 2 – 44 Saison 3 – 46 Saison 4 – 52 Saison 5 – 51 | Coulisses de la tournée mondiale, des spectacles et des répétitions. 5 saisons et toujours en cours | [ 19 ] |
| 2018–2022 | Meet...from...                                 | YouTube   | 17                                                                    | Spécial                                                                                             |        |
| 2019      | The Road to Dreams Come True                   | YouTube   | 20                                                                    | Coulisses en préparation pour la tournée Dreams Come True                                           |        |
| 2020      | Dance Parties                                  | YouTube   | 4                                                                     | Diffusion en direct réalisée par les membres pendant la pandémie de COVID-19                        | ,      |
| 2020      | Now United Cartoons                            | YouTube   | 4                                                                     | Dessin animé                                                                                        |        |
| 2023      | This Week With Now United                      | YouTube   | 11                                                                    | Nouvelle série hebdomadaire en coulisses                                                            |        |

## Tours

### En vedette
- Dreams Come True Tour (2019)
- Wave Your Flag World Tour (2022)
- Forever United Tour (2022)

### Promotionnel
- Promo World Tour (2018)
- World Tour 2019 Presented by YouTube Music (2019)

### Concert en direct
- Now Love Live From Abu Dhabi (2021)

### Premières parties
- S Club – The Good Times Tour (2023)

### Annulée
- Come Together Tour (2020)

## Awards et Nominations
| Années | Award                         | Categories                     | Nominations               | Resultats  | Ref.   |
| ------ | ----------------------------- | ------------------------------ | ------------------------- | ---------- | ------ |
| 2019   | Meus Prêmios Nick             | Favorite International Artist  | Now United                | Nomination | ,      |
| 2019   | Meus Prêmios Nick             | Year's Fandom                  | Now United                | Lauréat    | ,      |
| 2019   | Prêmio Jovem Brasileiro       | Year's Rookie K-Pop            | Now United                | Lauréat    | [ 25 ] |
| 2019   | Prêmio Contigo! Online        | International Newcomer         | Now United                | Lauréat    | [ 26 ] |
| 2020   | Kids' Choice Awards           | Brazilian Fandom               | Now United                | Lauréat    | [ 27 ] |
| 2020   | Prêmio Jovem Brasileiro       | Bombastic Clip                 | "Come Together"           | Nomination | [ 28 ] |
| 2020   | Meus Prêmios Nick             | International Hit              | "Come Together"           | Lauréat    | ,      |
| 2020   | Meus Prêmios Nick             | Fandom of the Year             | Now United                | Lauréat    | ,      |
| 2020   | Meus Prêmios Nick             | Favorite International Artist  | Now United                | Lauréat    | ,      |
| 2020   | Meus Prêmios Nick             | Epic KCA Winners               | Now United                | Lauréat    | ,      |
| 2020   | MTV Video Music Awards        | Best Group                     | Now United                | Nomination | [ 32 ] |
| 2020   | Kids' Choice Awards México    | World Hit                      | "Come Together"           | Nomination | ,      |
| 2020   | Capricho Awards               | International Hit              | "Come Together"           | Lauréat    | [ 35 ] |
| 2020   | Capricho Awards               | International group            | Now United                |            | [ 35 ] |
| 2020   | Capricho Awards               | International group            | Now United                | Won        | [ 35 ] |
| 2020   | Prêmio Todateen               | Group of the year              | Now United                | Nomination | [ 36 ] |
| 2020   | Prêmio Todateen               | International hit              | "Come Together"           | Lauréat    | [ 36 ] |
| 2021   | Kids' Choice Awards           | Favourite Global Music Star    | Savannah Clarke           | Nomination | [ 37 ] |
| 2021   | Kids' Choice Awards Australia | Aussie/Kiwi Legend of the Year | Savannah Clarke           | Lauréat    | [ 38 ] |
| 2021   | Kids' Choice Awards Brasilia  | Brazilian Fandom               | Now United                | Lauréat    | [ 39 ] |
| 2021   | Murex D'or Award              | Best Arabic Song               | "حبيبي" (Habibi en arabe) | Nomination | [ 40 ] |
| 2021   | Murex D'or Award              | 2021 Murex D'or Audience       | Nour Ardakani             | Nomination | [ 40 ] |
| 2021   | Flame Roem World Awards 2021  | Grupo de Pop do Ano            | Now United                | Nomination | [ 41 ] |
| 2021   | Meus Prêmios Nick             | Criador Genial                 | Any Gabrielly             | Nomination | [ 42 ] |
| 2021   | Meus Prêmios Nick             | Hit Internacional do ano       | "Lean On Me"              | Nomination | [ 42 ] |
| 2021   | Meus Prêmios Nick             | Clipe do ano                   | "Lean On Me"              | Nomination | [ 42 ] |
| 2021   | Meus Prêmios Nick             | Fandom do Ano                  | Uniters                   | Nomination | [ 42 ] |
| 2021   | Meus Prêmios Nick             | Grupo musical favorito         | Now United                | Nomination | [ 42 ] |
| 2021   | Arab Women Awards             | Young Talent Award             | Nour Ardakani             | Lauréat    | [ 43 ] |
| 2021   | Channel R Radio Awards        | Best New Artist                | Now United                | Nomination | [ 44 ] |
| 2021   | Acervo Music Awards           | Música Do Ano                  | "Wave Your Flag"          | Lauréat    | [ 45 ] |
| 2022   | Kids' Choice Awards Australia | Aussie/Kiwi Legend of The Year | Savannah Clarke           | Lauréat    | [ 46 ] |
| 2022   | Acervo Music Awards           | Feat do Ano                    | "Jump" ft. Alta B         | Lauréat    | [ 47 ] |
| 2022   | Acervo Music Awards           | Artista Social Global          | Now United                | Lauréat    | [ 48 ] |
| 2022   | Acervo Music Awards           | Pop Act of the Year            | Now United                | Lauréat    | [ 49 ] |
| 2022   | Damebe                        | Best Team                      | Now United                | Lauréat    | [ 50 ] |